# Jean Marie Félix Mayet
Pour les articles homonymes, voir Mayet.
Jean-Marie Félix Mayet, né le 18 mai 1751 à Lyon et mort le 19 novembre 1835  à Lyon, est député de la sénéchaussée de Lyon à l'Assemblée constituante de 1789.